# سید مهدی قیاسی
سید مهدی قیاسی (زادهٔ ۲۷ مارس ۱۹۴۱) بازیکن پیشین و مربی فوتبال کنونی اهل ایران است.